# Felix Francois
Felix Filip Charlie Francois (* 8. November 1990) ist ein schwedischer Leichtathlet, der im Sprint und im Mittelstreckenlauf an den Start geht.

## Sportliche Laufbahn
Erste internationale Erfahrungen sammelte Felix Francois im Jahr 2013, als er bei den Halleneuropameisterschaften in Göteborg im 400-Meter-Lauf mit 48,13 s in der ersten Runde ausschied und mit der schwedischen 4-mal-400-Meter-Staffel in 3:09,42 min den fünften Platz belegte. 2016 startete er mit der Staffel bei den Europameisterschaften in Amsterdam, verpasste dort aber mit 3:04,95 min den Finaleinzug. 2021 nahm er im 800-Meter-Lauf an den Halleneuropameisterschaften in Toruń teil und kam dort mit 1:51,04 min nicht über die erste Runde hinaus.
2015 wurde Francois schwedischer Meister im 400-Meter-Lauf im Freien sowie 2013 und 2017 in der Halle.

## Persönliche Bestleistungen
- 400 Meter: 47,26 s, 8. August 2015 in Söderhamn
  - 400 Meter (Halle): 47,41 s, 17. Februar 2013 in Norrköping
- 800 Meter: 1:46,96 min, 16. August 2020 in Uppsala
  - 800 Meter (Halle): 1:48,63 min, 6. Februar 2021 in Göteborg